# Muglad
Muglad (arabisch المجلد, DMG al-Muǧlad) ist eine Stadt im sudanesischen Bundesstaat Gharb Kurdufan mit 40.418 Einwohnern (Zensus 2008). Die Gegend um Muglad ist ein Siedlungszentrum der Misseriye.

## Lage und Verkehr
Die Stadt liegt auf etwa 435 Metern Höhe im Süden des Landes an der Bahnstrecke Babanusa–Wau, die von Babanusa über Muglad nach Süden bis nach Wau im Südsudan führt. Die Strecke wird seit 2013 zwar nicht mehr befahren, mit Stand 2022 ist jedoch eine Wiedereröffnung im Gespräch. Auf der Straße ist die Stadt deutlich schlechter angebunden, sie ist lediglich über unbefestigte Straßen zu erreichen.
Am Rand der Stadt liegt die unbefestigte Piste vom Flugplatz Muglad.

## Persönlichkeiten
- Abubaker Kaki (1989–2025), sudanesischer Mittelstreckenläufer